# I. Theodo bajor herceg
I. Theodo (630 előtt - 680) a bajorok hercege kb. 640-től 680-ig. Néha IV. Theodónak is nevezik, ha figyelembe veszik az 570 előtti, legendabeli I-III. Theodo hercegeket is.

### Élete
I. Theodo az Agilolfing-házból származott, de pontos rokonsági viszonyai nem ismertek. Székhelye Regensburgban volt. A 7. századi Bajoroszágra vonatkozó források rendkívül hiányosak, ezért információink róla közvetettek és következtetéseken alapulnak.
Theodo II. Gisulf friuli herceg lányát, Gleisnodot vette feleségül, akitől két gyermeke született: Lantpert (aki követte őt a trónon) egy Uta nevű lány. Udvarában élt Emmeram püspök, akit hamisan vádoltak azzal, hogy teherbe ejtette Uta hercegnőt és Lantpert ezért halálra kínozta. 
A Frank Birodalom (amelynek elődei vazallusai voltak) ügyeiben valószínűleg nem vett részt, mert ottani források nem említik. 

## Fordítás
- Ez a szócikk részben vagy egészben  a   Theodo I. című német Wikipédia-szócikk ezen változatának fordításán alapul.  Az eredeti cikk szerkesztőit annak laptörténete sorolja fel. Ez a jelzés csupán a megfogalmazás eredetét és a szerzői jogokat jelzi, nem szolgál a cikkben szereplő információk forrásmegjelöléseként.